# Thiokarbonyldiimidazol
1,1'-Thiokarbonyldiimidazol (TCDI) je derivát thiomočoviny obsahující dva imidazolové kruhy. Jedná se o sirný analog karbonyldiimidazolu, používaného při syntéze peptidů.

## Příprava
TCDI lze zakopit nebo připravit v laboratoři reakcí thiofosgenu s dvěma ekvivalenty imidazolu.

## Reakce a použití
Imidazolové skupiny TCDI mohou být snadno odstraněny, díky čemuž se jedná o bezpečnější náhradu thiofosgenu.; tato vlastnost se využívá v Coreyově–Winterově syntéze alkenů.
Tato látka může také nahradit karbonothioylové sloučeniny (RC(S)Cl) v Bartonově–McCombieově deoxygenaci. K dalším využitím patří příprava thioamidů a thiokarbamátů. Podobně jako karbonyldiimidazol může být zapojena do syntézy peptidů.